# Orthotheres
Genre
Orthotheres est un genre de crabes symbiotiques de la famille des Pinnotheridae. Il comporte huit espèces.

## Distribution
Les espèces de ce genre se rencontrent dans l'Atlantique ouest, en Floride aux États-Unis et dans les Antilles, et dans la zone Indo-pacifique ouest aux Philippines.

## Hôtes
Elles sont symbiotiques de Mollusques bivalves et gastéropodes.

## Espèces
- Orthotheres glaber (Bürger, 1895)
- Orthotheres haliotidis Geiger & Martin, 1999
- Orthotheres laevis (Bürger, 1895)
- Orthotheres longipes (Bürger, 1895)
- Orthotheres serrei (Rathbun, 1909)
- Orthotheres strombi (Rathbun, 1905)
- Orthotheres turboe Sakai, 1969
- Orthotheres unguifalcula (Glassell, 1936)

## Publication originale
- Sakai, 1969 : Two new genera and twenty-two new species of crabs from Japan. Proceedings of the Biological Society of Washington, vol. 82, p. 243–280.